# Петрович, Божидар (лётчик)
Божида́р «Бошко» Пе́трович (сербохорв. Божидар "Бошко" Петровић / Božidar "Boško" Petrović; 7 апреля 1911, Бела-Паланка — 18 июля 1937, Брунете) — югославский футболист и лётчик, лейтенант Испанской республиканской армии, участник гражданской войны в Испании на стороне республиканцев.

## Биография

### Ранние годы
Бошко Петрович родился 7 апреля 1911 года в городе Бела-Паланка. Его отец был уроженцем Иваницы и на момент рождения сына работал в полиции в Бела-Паланке. Мать — портниха, тоже уроженка Иваницы. Вскоре после рождения сына семья переехала в Иваницу, после Первой мировой войны перебралась в Белград, где отец стал начальником отделения полиции во Врачаре.
Бошко учился в 3-й и 4-й гимназиях для мальчиков в Белграде, занимался футболом. Выступал в начале карьеры за команды БАСК и БУСК, однако серьёзных успехов там не снискал. Играл на позиции правого полузащитника и правого нападающего. Некоторое время выступал за любительский школьный клуб «Явор». К концу 7-го класса гимназии подумывал бросить учёбу, но затем раздумал. После поездки к брату в Нови-Сад, который служил тогда в ВВС, продолжил заочное обучение в Нови-Саде и стал тренироваться с местным клубом «Воеводина», за который выступал на правом фланге. Добился относительных успехов с клубом в чемпионате Югославии.

### Игровая карьера
После окончания Белградской гимназии Бошко Петрович поступил в Белградский университет на юридический факультет. Во время учёбы в университете начал выступать за клуб «Югославия». В 1934 году прошёл срочную службу в рядах королевских ВВС Югославии. После окончания юридического факультета поступил в лётную школу 1-го авиационного полка в Нови-Саде, получив звание офицера запаса и квалификацию пилота истребителя. Состоял в запрещённой тогда коммунистической партии Югославии. 16 декабря 1934 года сыграл первый и единственный матч за сборную Югославии в Париже против Франции (поражение 2:3): на поле он вышел в стартовом составе вместо игрока основы Милорада Арсениевича, но был заменён в перерыве. Примерно тогда же он познакомился с ещё одним игроком и тайным сторонником коммунистов Милутином Ивковичем.

### Политическая активность
Под влиянием Ивковича Петрович стал участвовать в различных видах деятельности коммунистической партии Югославии, в том числе и в выпуске газеты «Младост» — газеты белградской коммунистической молодёжи. Несколько раз его арестовывали за участие в коммунистических выступлениях: во избежание последующих арестов он даже побрился налысо, однако это его не спасало. В то же время, выступая лысым за клуб «Югославия», он снискал большую популярность у публики, так как та прекрасно догадывалась, по какой причине Бошко изменил свой имидж. В 1936 году он вместе с Ивковичем организовал акцию по бойкоту Берлинской Олимпиады.
Летом того же 1936 года Бошко начал активно проводить учебные полёты в составе полка на аэродроме Земуна и на полигоне в Беле-Цркве, осваивая разную технику (самолёты Gourdou-Leseurre, Avia BH-33 и Hawker Fury), сумев налетать за короткий промежуток около 300 часов, чего не было даже у самых активных лётчиков. Он пользовался каждой возможностью, чтобы заменить на полигоне штабного офицера или старшего лётчика. Его решение было связано с тем, что его друзья-коммунисты говорили о предстоящей войне в Испании между республиканцами и националистами, и Петрович намеревался отправиться в Испанию при первой же возможности. Однако ситуация осложнялась тем, что власти Югославии тщательно отслеживали тех, кто намеревался выехать в Испанию, и не выпускали их туда.

### Гражданская война в Испании
Зимой того же года, во время турне клуба БСК по Парижу, у Петровича появилась возможность выбраться в Испанию. Незадолго до этого он сымитировал ссору с руководством клуба «Югославия» и перешёл в ряды БСК, заручившись определённой поддержкой. В декабре того же года он, прибыв в Париж, отстал от основного состава и, используя поддельный паспорт на имя Фернандо Гарсия (исп. Fernando Garcia), 25 декабря 1936 года перебрался через французско-испанскую границу, оказавшись в Испании. Вместе со своим другом Сретеном Дудичем, тоже лётчиком югославских ВВС, он был направлен в школу пилотов бомбардировщиков в Альбасете, а после месячного обучения вступил в эскадрилью имени Андре Марло, оснащённую устаревшими бомбардировщиками Breguet 19. В зону действия этой эскадрильи входила окраина Валенсии.
14 февраля 1937 года в результате авиакатастрофы под Валенсией погиб Дудич, а Петрович получил ранения. В марте он, оправившись от ранения, стал вылетать на миссии за штурвалом бомбардировщика АНТ-40. Однако гибель опытного Дудича так давила на Петровича, что он добился перевода в пилоты истребителей. Поскольку он в Югославии имел соответствующую классификацию, его направили в школу истребителей в Эль-Кармоли, по окончании которой Петрович был зачислен в состав 1-й истребительной эскадрильи под командованием И. Т. Ерёменко. В зону действия эскадрильи входил горный массив Сьерра-де-Гвадарамана, а основу эскадрильи составляли истребители И-15 (Петрович пилотировал машину под номером 13).
2 июня того же года в небе над Мадридом Петрович сбил свой первый самолёт, которым был итальянский Fiat CR.32 сторонников Франко. В конце месяца его эскадрилья начала сражаться в Альгете, мадридском пригороде. Рано утром 6 июля Петрович в паре с Иваном Ерёменко сбил немецкий Dornier Do 17, лётчик которого попал в плен к республиканцам (позже выяснилось, что он был одним из советников Генриха Гиммлера), а вечером того же дня сбил ещё один итальянский Fiat. На следующее утро, 7 июля, им был сбит очередной Fiat, а 8 июля Петрович в паре с Е. С. Птухиным сбил Messerschmidt Me 109 — первый случай, когда был сбит самолёт подобного типа. 9 июля над Брунете Петрович сбил ещё один итальянский Fiat. 12 июля его истребитель вылетел на перехват немецкого бомбардировщика Heinkel He 111, летевшего бомбить Мадрид: на перехват вышли Леонид Рыбкин (ведущий), испанец Луис Сардина (ведомый справа) и Бошко Петрович (ведомый слева). В ходе небольшого воздушного боя самолёт был сбит и упал в районе Брунете. При возвращении на базу истребитель Петровича вступил в бой с итальянским Fiat, однако Сардина сумел отогнать противника, и Петрович смог благополучно вернуться. По некоторым данным, за всю войну Петрович сбил суммарно семь самолётов испанских националистов и их союзников (как лично, так и в паре с другими лётчиками).

### Гибель
18 июля (по другим данным, 12 июля) 1937 года к западу от Мадрида снова развязались бои. Бошко вместе с Ерёменко и ещё несколько пилотов поднялись в воздух: их противниками были тяжёлые бомбардировщики, шедшие под прикрытием истребителей Fiat. Пилоты испанских националистов в этом бою, как и во многих других, применяли особую тактику — сначала снижаться к земле, а затем стремительно набирать высоту и атаковать противника (характеристики самолёта Fiat CR.32 позволяли им проводить подобные манёвры). Петрович, знавший об этом приёме, устремился за одним из полетевших вниз самолётов, однако позже оказалось, что это был подбитый Fiat CR.32. Fiat врезался в землю и взорвался: осколки взорвавшейся машины попали в самолёт Петровича, и тот тоже рухнул на землю. Петрович погиб на месте. По некоторым данным, это произошло над городом Вильянуэва-де-ла-Каньяда.
Останки Бошко Петровича были захоронены в братской могиле в районе Брунете. Личные вещи удалось передать его семье: перед вторжением немцев в Югославию они закопали их в земле. Среди закопанных вещей были лётная куртка, некие личные предметы и фотография. До наших дней сохранился только паспорт Петровича, ставший экспонатом Музея югославской авиации.

## Память
- Образованная 31 июля 1941 года в деревне Тутичи Моравская партизанская рота получила имя Бошко Петровича[1].
- 23 мая 1959 года на стадионе «Партизана» была установлена мемориальная табличка в честь Бошко Петровича[2].
- Имя Бошко Петровича носят улицы в Белграде, Нови-Саде и Иванице[2].